# K. Shankar
K. Shankar (Kunnesseri Shankar, Tamil கே. சங்கர்; * 17. März oder 15. Juli 1926 in Malabar, Kerala; † 6. März 2006 in Chennai, Tamil Nadu) war ein indischer Filmregisseur.

## Leben
Shankar kam bereits 1939 in Kontakt mit der Filmindustrie und jobbte neben seiner Ausbildung in den Schnittabteilungen der Central Studios und Pakshiraj Studios in Coimbatore. Er heuerte 1947 bei der neu gegründeten AVM Film Company von A. V. Meiyappan in Chennai an und arbeitete zunächst als Assistent im Filmschnitt und dann als Schnittmeister. Sein Regiedebüt gab er mit dem Film Doctor in singhalesischer Sprache. Er drehte über 80 Filme in Singhalesisch, Tamilisch, Hindi, Malayalam und Telugu. Dabei arbeitete er mit Schauspielern wie N. T. Rama Rao, M. G. Ramachandran und J. Jayalalithaa zusammen. Im Alter von beinahe 80 Jahren erlag Shankar einem Herzinfarkt.

## Filmografie (Auswahl)
- 1956: Doctor
- 1958: Bhookailas
- 1962: Jhoola
- 1963: Bharosa
- 1964: Rajkumar
- 1966: Gowri Kalyanam
- 1968: Kudiyiruntha Koil
- 1969: Sachchai
- 1969: Adimai Penn
- 1973: Rickshawala
- 1982: Thai Mookambigai
- 1998: Nakshathra Tharattu